# Melilotus
Melilotus é um género botânico pertencente à família Fabaceae.
O meliloto, chamado também de anafa, tem origem em países de clima temperado. Argentina, Espanha e Itália, por exemplo, têm grandes produções.
Possui adaptações a vários tipos de solo, embora terrenos muito ácidos sejam limitantes para toda a família a que pertence o meliloto.